# Tupamaros
El Moviment d'Alliberament Nacional - Tupamaros (castellà: Movimiento de Liberación Nacional - Tupamaros, abreujat MLN-T), també anomenat simplement Tupamaros, és un grup de l'Uruguai que va tenir una etapa d'actuació com a guerrilla urbana d'esquerra radical durant els anys 1960 i començament dels 70, i que es va integrar en la coalició política Front Ampli el 1989.

## Història

### Anys 1960
El grup sorgí en la primera meitat dels anys 1960 a partir de la vinculació de diversos grups dispersos de l'esquerra política uruguaiana, endemés de l'aportació de diversos militants individuals. Malgrat la diversitat ideològica dels primers temps —incloïa integrants del Partit Socialista, maoistes i alguns anarquistes— va acabar predominant entre ells una visió marxista de la realitat històrica. Segons el dirigent de l'organització i avui senador a l'Uruguai, Eleuterio Fernández Huidobro, el naixement dels Tupamaros va tenir lloc formalment el 1965. Organitzat com a resposta a una sèrie d'incidents entre grups d'esquerra i d'ultradreta a principis dels anys 1960, el moviment tupamaro va tenir, com altres del seu temps en diversos països d'Amèrica Llatina, una identificació amb la revolució cubana de 1959, que va influir en el seu camí ideològic i en les seves accions posteriors. Es va organitzar llavors com un grup guerriller, sense tenir al principi vinculació amb cap partit polític existent.
El nom "Tupamaros" sembla derivar-se del malnom menyspreador que les autoritats policials espanyoles de l'època colonial al Riu de la Plata encolomaven als patriotes que s'havien adherit al moviment independentista de 1811. Igualment present en les novel·les d'Eduardo Acevedo Díaz, escriptor realista de finals del segle xix, la paraula tenia el seu origen en la revolta indígena que havia ocorregut al Virregnat del Perú el 1780, encapçalada pel cap indi José Gabriel Condorcanqui, Túpac Amaru II, i que va ser reprimida amb força duresa pels espanyols. El novembre de 1964 apareix per primera vegada aquest nom vinculat al moviment polític uruguaià, en un volant distribuït en una Convenció Universitària on es llegia: "T N T Tupamaros no transamos".
Segons van narrar amb posterioritat els seus fundadors, en els primers temps les accions del MLN-T eren accions d'aprovisionament d'armes i de diners per a una lluita de proporcions més grans. No obstant això, l'opinió pública de l'època va quedar profundament impactada (a favor o en contra) davant l'aparició de la lluita política armada a l'Uruguai, modalitat que després de la derrota de l'última revolta d'Aparicio Saravia, el 1904, no havia estat assumida per cap sector de l'espectre polític. Després de ser pràcticament desbaratat per la policia el 1966, el MLN-T es va recuperar, començant una sèrie d'accions que combinaven l'apilament de cabals i materials per a l'organització, l'assassinat d'alguns funcionaris policials acusats de tortures a detinguts polítics i la propaganda política. Les autoritats d'aquella època van prohibir a la premsa el donar notícies sobre les accions tupamares o esmentar la seva existència. Els innombrables, com alguna premsa els va denominar, van començar a ser coneguts fora d'Uruguai quan es van donar publicitat algunes accions com la publicació d'informació financera relacionada al maneig de diners per certes empreses o particulars molt coneguts o —una de les més famoses— la confiscació d'un camió d'una coneguda empresa de magatzem de llavors, carregat de queviures, que va ser deixat en mans dels habitants d'una zona marginal de Montevideo.
Aquestes accions van donar al MLN-T un prestigi fora de fronteres que en alguns casos va constituir una llegenda amb aspectes romàntics, com és possible notar en alguna literatura contemporània i posterior. En canvi, dintre del país el MLN-T va despertar fortes resistències. En primer lloc i com era lògic, del sistema polític tradicional, en aquells dies molt deteriorat per la crisi econòmica deslligada des de 1955. Els polítics blancos i colorados van condemnar la lluita armada, per més que alguns d'ells, com després es va comprovar, havien mantingut converses secretes amb els Tupamaros. L'esquerra parlamentària, sobretot el Partit Comunista de l'Uruguai, va desautoritzar en un principi als Tupamaros en durs termes, però després va haver de fer-se a la idea de coexistir amb ells, a causa del fort creixement que aquests van tenir després de 1968, tant a Montevideo com a l'interior de l'Uruguai. No se sap amb certesa quants membres actius va tenir el moviment durant el període previ a la dictadura militar. Les fonts històriques manegen xifres dispars, que van entre les 6.000 i les 10.000 persones.

### Principi dels anys 1970

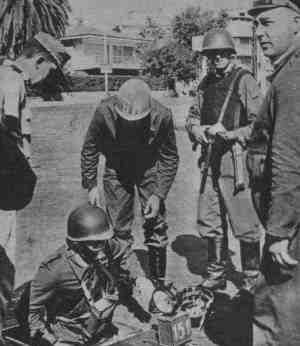
Policia uruguaiana buscant tupamaros a la xarxa de clavegueres de Montevideo.

Cap a 1970 la lluita armada es va fer de majors proporcions, amb la qual cosa moltes vegades la policia es va veure desbordada. Va anar per aquests dies quan el MLN-T va portar a terme algunes de les seves accions més conegudes, com el segrest i posterior assassinat en 1971 del funcionari nord-americà Dan Mitrione, que havia estat enviat com assessor per a instruir a la policia i als militars en "com fer un ús més racional i eficaç de la tortura", en el marc de la United States Agency for International Development.
Aquest fet històric és la base del guió cinematogràfic de la pel·lícula de Costa-Gavras État de siège.
Un altre esdeveniment destacat va ser la fugida del penal de Punta Carretas el 1971, una de les més grans fugides carceràries de la història, en la qual van escapar més de cent detinguts. Encara que el seu modus operandi estava enfocat principalment en la lluita armada, alguns dels seus integrants van crear un braç polític per a les eleccions presidencials de novembre de 1971, el Moviment d'Independents 26 de Març, que formava part de la naixent coalició d'esquerres Front Ampli —fundada al febrer de 1971. En unes eleccions acusades de fraudulentes pel Partit Nacional, que rebria el 40,1% dels sufragis, el Front Ampli obtindria el tercer lloc amb el 18,6%, sortint triomfant el Partit Colorado amb el 40,3%. Amb l'arribada en 1972 del president electe, Juan María Bordaberry, i la comissió a les Forces Armades de la repressió de l'escamot —la qual, en el lèxic polític de l'època, era invariablement dita sedició— va dur a sagnants xocs i el MLN-T va ser derrotat militarment, sent el seu aparell armat vençut i desarticulat. Al mateix temps, queia en mans dels militars la plana major de l'organització, amb la qual havien mantingut una sèrie de contactes polítics a fi de discutir les bases d'un projecte polític de canvis econòmics i socials. Algunes idees comunes entre l'un i l'altre bàndol, encara que molt esbiaixades, van encoratjar tals converses, les quals es van veure interrompudes en forma brusca molt poc temps després.
Assegurats del seu triomf militar, els comandants de les Forces Armades d'aleshores van manifestar el propòsit de "seguir combatent la sedició" i van actuar contra la resta de l'esquerra política i els sindicats. El president Bordaberry, sense suport polític encara dintre del seu partit, el Partit Colorado, es va plegar als requeriments de les Forces Armades, que poc després actuarien contra el sistema polític parlamentari, donant el cop d'estat el 27 de juny de 1973 que va dissoldre el parlament i va declarar il·legals a les organitzacions sindicals i d'esquerra.

#### De 1973 a 1985
Els militars van retenir als dirigents tupamaros Raúl Sendic, Eleuterio Fernández Huidobro, Mauricio Rosencof, José Mujica, Adolfo Wasem, Julio Marenales, Henry Engler, Jorge Manera i Jorge Zabalza en qualitat d'ostatges i com trofeu de guerra durant el temps que va durar la dictadura militar, és a dir, fins a 1985. A pesar que a Uruguai els militars no van practicar l'extermini sistemàtic que, per exemple, va utilitzar el govern militar de l'Argentina, contemporani seu, els dirigents tupamaros van ser reclosos en condicions infrahumanes de contínua tortura, en gairebé total incomunicació (comprovades posteriorment per organismes com la Creu Roja Internacional) i sota l'amenaça d'executar-los si alguna acció del MLN-T, qualsevol que aquesta fora, tenia lloc. En l'exili, els Tupamaros es van mantenir expectants i no van desencadenar accions posteriors en territori uruguaià, encara que si van participar en les diverses campanyes de denúncia contra els militars.

#### Després de 1985
El 1985, amb la tornada de la democràcia parlamentària en l'Uruguai, i amb ella l'alliberament dels presos polítics que els militars havien fet, els Tupamaros es van convertir en una intriga per al sistema polític, ja que no se sabia amb certesa quina postura adoptarien. Aquesta intriga es va desvelar poc temps després, quan Raúl Sendic, en un acte públic, va afirmar que el MLN-T optaria pel marc polític legal, proposant una lluita ideològica i la integració al Front Ampli de manera formal.
A partir d'aquest moment el MLN-T ha transitat per via política. El 1989, any de la mort de Raúl Sendic, van ser admesos (encara que no per unanimitat) al Front Ampli, i poc després formaren, dins d'aquest, una coalició amb altres grups, coneguda com a Moviment de Participació Popular, i després com a Espai 609 en al·lusió al nombre de llista amb què en el sistema electoral uruguaià s'identifica als diversos sectors que hi participen. El 2004, i després de diversos anys de progressos electorals, l'Espai 609 es va transformar en el sector més votat dins del Front Ampli, la coalició governant. A partir de l'elecció presidencial de 2004, diversos dels membres del moviment passaren a ocupar llocs de rellevància en el govern uruguaià. És el cas, per exemple, de la mestra Nora Castro, president de la Cambra de Diputats durant el període 2005-2006, i de José Mujica, Ministre de Ramaderia, Agricultura i Pesca.

## Tupamaros en el cinema
La pel·lícula El año de la furia (2020), dirigida por Rafa Russo, una coproducció d'Espanya i Uruguai, porta al cinema la vida quotidiana d'alguns membres dels Tupamaro a Montevideo, capital d'Uruguai, i mostra part de la seva activitat com a guerrilla urbana. A la vegada, el llargmetratge exposa l'altre cara de la realitat, incloent, entre els protagonistes, la figura d'un tinent de mitjana edat, especialitzat en infringir tortures i atrapat en un matrimoni infeliç. Els fets relatats a la pel·lícula tenen lloc en el 1972, just l'any anterior al cop d'estat protagonitzat per Juan María Bordaberry Arocena i l'inici de la dictadura militar de l'Uruguai (1973-1985).